# Ed Starink

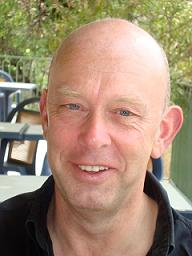
Ed Starink (2012)

Ed Starink (* 17. Dezember 1952 in Apeldoorn / auch bekannt als Star Inc.) ist ein Studiomusiker, Komponist, Arrangeur und Musikproduzent aus den Niederlanden.

## Karriere
Bereits in seiner Kindheit erlernte Ed Starink das Spielen mehrerer Musikinstrumente. In den 1970er Jahren studierte er an der Musikakademie in Den Haag (Konzertpianist), an der er dann auch später selbst Lesungen als Dozent gab. Zur gleichen Zeit arbeitete er in den wichtigsten Tonstudios der Niederlande und gründete 1972 die Jazzrockgruppe Gamma. Nachdem er bereits für mehrere Bands gespielt und als Tontechniker gearbeitet hatte, wurde er schließlich von den Beach Boys und etwas später auch von David Bowie als Keyboarder engagiert.
1981 veröffentlichte Ed Starink sein erstes eigenes Album Cristallin, das bei der renommierten US-Fachzeitschrift Keyboard hohe Anerkennung fand. Bedingt durch seine musikalische Ausbildung sind die Kompositionen eher klassisch, jedoch komplett mit Synthesizern interpretiert.
Im Laufe der frühen 1980er Jahre baute Ed Starink sein Studio zu einem der modernsten Musikstudios seiner Zeit in den Benelux-Ländern aus. So war er beispielsweise einer der wenigen Niederländer, die einen Fairlight-CMI-Synthesizer oder ein Synclavier besaßen. Etwas später gründete er sein eigenes Label Star Inc.
Seit dieser Zeit beschäftigte sich Ed Starink vornehmlich mit Cover-Versionen von Filmmusik und von elektronischer Musik (Jean Michel Jarre, Vangelis, Kraftwerk etc.). Seit den frühen 1980er Jahren veröffentlichte er weit über 100 verschiedene Alben mit seinen Cover-Versionen bekannter Musikstücke.
Ende der 1980er Jahre veröffentlichte die Schallplattenfirma Arcade zusammen mit Ed Starink die erfolgreiche Reihe Synthesizer Greatest. Spätestens ab diesem Zeitpunkt geriet er mit seinen Cover-Versionen etwas in Verruf, was vornehmlich an der großen Popularität und letztlich auch an dem großen kommerziellen Erfolg der Reihe lag. Einige Fans der Original-Künstler warfen ihm vor, dass seine Versionen emotionslos und kalt seien. Andere wiederum behaupteten, dass es nicht ersichtlich sei, dass es sich bei Synthesizer Greatest um Cover-Versionen handele und fühlten sich demnach betrogen.
Anfang der 1990er Jahre überarbeitete Ed Starink einige seiner älteren Kompositionen und veröffentlichte sie auf dem Album Retrospection. 1998 veröffentlichte er als einer der ersten eine Reihe von CDs mit den bekannten Hits von Jean-Michel Jarre, Vangelis, Mike Oldfield und anderen in Dolby Surround. Im gleichen Jahr verlegte er seinen Wohn- und Arbeitssitz nach Frankreich.
2003 begann Ed Starink für ein episch ausgelegtes Musikprojekt zu komponieren, das über das Universum handeln soll. Im Frühjahr 2012 beendete Ed Starink die Arbeiten für die Piano Works, die aus über zehn Stunden Musik bestehen, und veröffentlichte mit den Piano Works den ersten Teil seiner Universe Symphony rein digital über Online-Musikdienste.